# Карл Пий Австрийский
Карл Пий Австрийский ((нем. Karl Pius, Erzherzog von Österreich) при рождении Карл Пий Мария Адельгонда Бланка Леопольд Игнатий Рафаэль Михаэль Сальватор Крилусс Анджело Барбара фон Габсбург-Лотарингский нем. Carl Maria Pius Adelgonda Blanca Leopold Ignatius Raphael Michael Angelo Salvatore Kriluss Barbara von Habsburg-Lothringen, 4 декабря 1909, Вена — 24 декабря 1953, Барселона) — австрийский эрцгерцог из Тосканской ветви династии Габсбург-Лотарингских.

## Биография
Эрцгерцог Карл Пий родился 4 декабря 1909 года в Вене. Пятый сын эрцгерцога Леопольда Сальватора из Тосканской ветви Габсбург-Лотарингских. Матерью была испанская инфанта Бланка, дочь карлистского претендента на трон Испании дона Карлоса Младшего де Бурбона. Карл Пий стал десятым и последним ребенком в семье. При рождении ему было дано имя Карл Пий Мария Адельгонда Бланка Леопольд Игнатий Рафаэль Михаэль Сальватор Крилусс Анджело Барбара фон Габсбург-Лотарингский с титулом «Его Императорское и Королевское Высочество эрцгерцог Австрийский, принц Венгерский, принц Богемский, принц Тосканский». Его крестными стали Папа Римский Пий XII и графиня Барди.

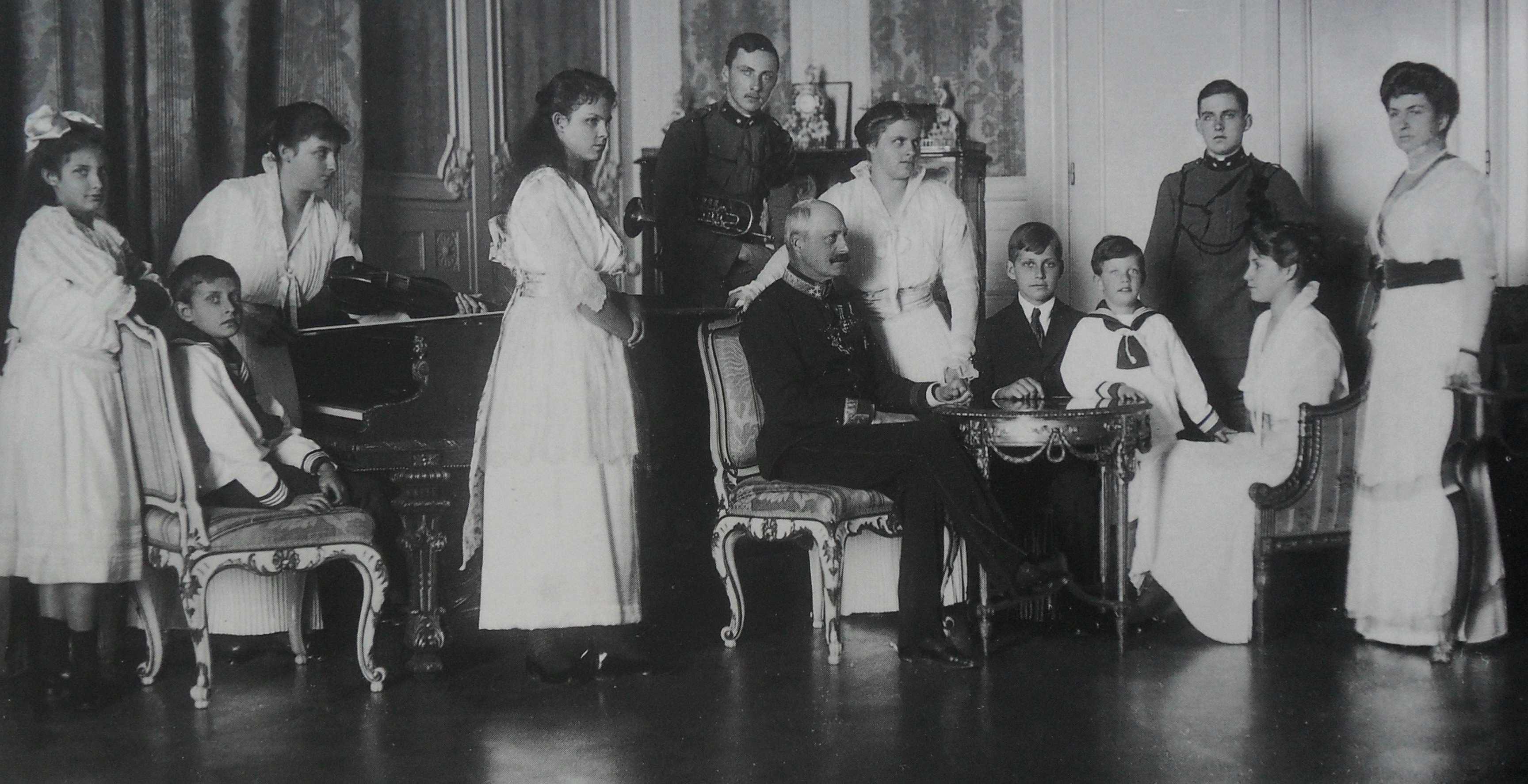
Семья эрцгерцога Карла Пия.

Семья Карла Пия была очень богатой. Они владели двумя дворцами под Веной: Тосканским дворцом и Вильгельминенбергом. Лето обычно проводили в Италии, где их матери принадлежала вилла в Виареджо. Он получил хорошее образование. Мать была главой их семьи, обладая властным характером, отец был военным и изобретателем, создавшим несколько военных изобретений. Предки со стороны отца правили в Австрии, Тоскане и Королевстве обеих Сицилий, со стороны матери — в Испании, Франции и герцогстве Парма.
После падения австрийской империи семья Карла Пия осталась ни с чем. Все их имущество было конфисковано, и семья отправилась в изгнание в Испанию. Двое старших братьев, Леопольд и Райнер, остались в Австрии и признали республиканское правительство. Поселились в Барселоне, где на деньги от продажи драгоценностей купили небольшой дом. В 1926 году Карл Пий официально стал гражданином Испании с именем Карлос Пиус де Габсбург и Бурбон.
После завершения средней школы в Барселоне, поступил в инженерное училище. В начале 1930-х Карл Пий вернулся в Австрию, где присоединился к националистическому объединению Хеймвер.
После смерти бездетного дяди Карла Пия герцога Мадридского Хайме, сыновья его сестры Бланки стали, по мнению некоторых монархистов, карлистическими претендентами на Испанский престол. После отказа старших братьев Леопольда, Антона и Франца Иосифа, Карл Пий стал карлистическим претендентом на трон из династии Габсбургов под именем Карлос VIII.
29 июня 1943 года он издал манифест о том, что он признается единственным законным королём Испании. В 1947 году его братья Леопольд и Франц Иосиф официально отказались от своих претензий на престол, а в 1948 году и Антон отказался от прав в Барселоне (хотя после смерти Карла Пия в 1953 году, Антон стал претендентом, а его сын Доминик является претендентом и по сей день).
Карл Пий использовал титул своего двоюродного деда герцога Мадридского. С 1944 по 1951 год он выдал 14 дворянских титулов, производил награды от своего имени.
8 мая 1938 года в Соборе Святого Стефана в Вене женился на Кристе Сацгер де Балваниос (1914—2001), дочери Гезы Сацгера и Марии Александрины Фридман. Брак был морганатическим, а дети, рожденные от него, не имели права на титулы отца. В браке родилось две дочери:
- Алехандра Бланка (род. 20 января 1941) — вышла замуж за дона Хосе Мария Риера, трое детей;
- Мария Иммакулата Пия (род. 3 июля 1945) — вышла замуж Джона Добкина, развелась, в браке было два сына.

30 ноября 1990 года дочерям Карла Пия был присвоен титул графинь фон Габсбург (так как брак был морганатическим, а отец был пятым сыном в семье, то без добавления к фамилии, то есть титул был лишь сугубо декоративным и формальным)  от эрцгерцога Отто — тогдашнего главы дома Габсбург-Лотарингских. 
24 декабря 1953 года он умер от кровоизлияния в мозг в своем доме в Барселоне. Похороны прошли 16 января 1954 года, на них присутствовали многочисленные государственные чиновники и дипломаты. Похоронили Карла Пия в Монастыре Поблет.